# Murlin
Murlin település Franciaországban, Nièvre megyében. Lakosainak száma 57 fő (2022. január 1.). Murlin Saint-Aubin-les-Forges, Beaumont-la-Ferrière, La Celle-sur-Nièvre, Chasnay, Narcy és Raveau községekkel határos.

## Népesség
A település népességének változása:
| Lakosok száma | 90   | 92   | 94   | 92   | 80   | 69   | 57   | 57   | 57   |
|               | 2013 | 2015 | 2016 | 2017 | 2018 | 2019 | 2020 | 2021 | 2022 |